# Anastasija Čaun
Anastasija Ėduardovna Čaun (in russo Анастасия Эдуардовна Чаун?; Mosca, 11 settembre 1988) è una nuotatrice russa.
Anastasia nasce in una famiglia di sportivi: sua madre e suo padre erano anche nuotatori ed il suo nonno, giocatore di pallanuoto ha vinto la medaglia di bronzo ai giochi olimpici del 1956. Tuttavia, inizia a nuotare soltanto a 12 anni e si trascina seriamente due anni più tardi.
Nel 2009 ottiene la sua prima convocazione nella nazionale Russia di nuoto per i Campionati europei di nuoto in vasca corta 2009 di Istanbul, dove è quarto nei 200 m rana.
Nel maggio del 2010 termina secondo di 200 m rana dei campionati della Russia e si qualifica così per i Campionati europei di nuoto 2010. Nei 200 m rana conquista la medaglia d'oro con il tempo di 2'23"50.

## Palmarès
- Europei

Budapest 2010: oro nei 200m rana
- Europei in vasca corta

Eindhoven 2010: oro nei 200m rana.
Stettino 2011: argento nei 200m rana.